# Жінки (роман Крістін Генни)
«Жінки» — історичний художній роман американської письменниці Крістін Генни, що вийшов у видавництві St. Martin's Press 2024 року. Книжка розповідає історію Френсіс «Френкі» Макґрат, молодої медсестри, яка служить у Корпусі медсестер армії США під час війни у В’єтнамі. Роман дебютував під номером один у списку бестселерів художньої літератури The New York Times.

## Передісторія та натхнення
Генна вперше придумала ідею роману за 20 років до його публікації. Історія була зосереджена на медсестрі й спочатку була історією кохання. Час від часу вона поверталася до проєкту, але знову відкладала його. Письменниця почала працювати над ним на початку 2020 року, незабаром після завершення роману «Чотири вітри». Вона розробила його на початку пандемії COVID-19, коли була змушена залишатися вдома на маленькому острові неподалік Сіетла.

Книгу надихнув досвід дорослішання Генни під час війни, який, за її словами, «кинув величезну тінь на [її] життя». На неї вплинули тодішні громадські протести, марші та соціальний розкол щодо війни, а також ставлення до ветеранів після їхнього повернення додому. В інтерв’ю LibraryThing Генна прокоментувала:
Багато років я хотіла написати про потрясіння, хаос і розкол того часу, але лише під час пандемії, коли була на локдауні в Сіетлі, фактично замкнена у своєму домі, спостерігаючи, як наші медсестри та лікарі працюють на передовій боротьби з пандемією, виснажуються на тлі політичного розколу, все це нарешті склалося для мене в єдину картину. Тоді я зрозуміла, що готова писати про жінок, які служили на війні, але їх забули вдома.
 Генна також розповіла про те, що коли їй було близько 10 років, вона носила срібний браслет військовополонених, який був на честь батька її близького друга, якого збив пілот під час війни. Батько її друга так і не повернувся додому, і вона носила браслет багато років, і в результаті «щодня це було нагадуванням про нього, його службу та війну». У книзі після відвідування маршу ветеранів В’єтнаму проти війни у Вашингтоні, округ Колумбія, Френкі зустрічає двох волонтерів Національної ліги сімей військовополонених/МВС, у яких купує срібний браслет-манжет, на якому вигравіювано ім’я зниклого солдата та дата його зникнення: «Майор Роберт Велч 1-16-1967».
Під час дослідження Генна прочитала кілька мемуарів медсестер, які служили у В’єтнамі, багато з яких відчували труднощі з адаптацією до цивільного життя та мали посттравматичний стресовий розлад.
Генна обрала Френкі як головну героїню роману, на відміну від її колег-медсестер на фронті, Етель чи Барб, частково через її наївність і походження з Південної Каліфорнії. Генна відчувала, що може співпереживати їй, оскільки сама виросла в Ґарден-Ґроув, Каліфорнія.

## Прийняття
Роман дебютував під номером один у зведеному списку бестселерів художньої літератури The New York Times за тиждень, що закінчився 10 лютого 2024 року. Станом на тиждень, що закінчився 30 березня 2024 року, роман перебував 8 тижнів поспіль на вершині списку. Загалом він провів 10 тижнів на першому місці, що зробило його найчастішим щотижневим бестселером року. 2024 року книжка була одним з найпопулярніших серед читачів видань в американських публічних бібліотеках.
Kirkus Reviews оцінив роман як «драматичну, яскраво деталізовану реконструкцію маловідомого аспекту В’єтнамської війни». У рецензії в The New York Times Book Review Беатріс Вільямс написала: «Генна береться за епопею про В’єтнам і переосмислює історію, зосереджуючи її на досвіді жінок...  Тут Генна у своїй найкращій формі, занурюючи читача в хаотичні страждання бойової зони. Вона майстерно використовує деталі для створення глибокого емоційного ефекту». Еліс Кері з BookPage написала, що «Генна демонструє свій талант поєднувати широкі історичні полотна із захопливими сюжетами, які одразу занурюють безліч читачів навіть у найскладніші теми».
У рецензії для The Boston Globe Мередіт Маран розкритикувала роман за використання кліше та розкритикувала саму Генну за «недооцінку своїх читачів», зробивши висновок: «Скорочений наполовину, відредагований для вилучення передбачуваного, «такого, що витворює матрону» та очевидного, роман «Жінки» став би ще сильнішим внеском у творчий доробок Генни та сприяв би кращому розумінню американської історії мільйонами її шанувальників».

## Екранізація
У січні 2024 року Warner Bros. попередньо придбала права на екранізацію роману «Жінки».